# ۱۵۲۸ (میلادی)
۱۵۲۸ (میلادی) هزار و پانصد و بیست و هشتمین سال تقویم میلادی است.
- ۳۱ اوت – ماتیاس گرونوالد، مهندس و نقاش آلمانی (ز. ۱۴۷۰)